# دائرة بني سنوس
دائرة بني سنوس إحدى دوائر ولاية تلمسان عاصمتها بني سنوس. وتضم كل من بلديات:	
- بني سنوس وتقع إلى الجنوب الغربي من عاصمة الولاية، تبعد عنها تقريبا 40 كلم
- العزايل
- بني بهدل

تعتبر المنطقة منطقة زراعية بالدرجة الأولى، حيث تكثر فيها بشكل خاص اشجار الزيتون الذي يعتبر من أهم منتجاتها الموسمية، تحوي المنطقة كذلك على مخزون مائي جوفي معتبر بفضل وقوعها في منطقة تقع بين الجبال الغنية يالمياه التي يسببها تساقط الثلوج في فصل الشتاء